# NASCAR Winston Cup de 1983
A Temporada da NASCAR Winston Cup de 1983 foi a 35º edição da Nascar, com 30 etapas disputadas o campeão foi Bobby Allison.

## Calendário
| N. | Data   | Corrida                    | Circuito                        | Campeão         | Segundo         | Terceiro        |
| 1  | 20-feb | Daytona 500                | Daytona International Speedway  | Cale Yarborough | Bill Elliott    | Buddy Baker     |
| 2  | 27-feb | Richmond 400               | Richmond International Raceway  | Bobby Allison   | Dale Earnhardt  | Neil Bonnett    |
| 3  | 13-mrt | Carolina 500               | North Carolina Speedway         | Richard Petty   | Bill Elliott    | Darrell Waltrip |
| 4  | 27-mrt | Coca-Cola 500              | Atlanta Motor Speedway          | Cale Yarborough | Neil Bonnett    | Buddy Baker     |
| 5  | 10-apr | TranSouth 500              | Darlington Raceway              | Harry Gant      | Darrell Waltrip | Mark Martin     |
| 6  | 17-apr | Northwestern Bank 400      | North Wilkesboro Speedway       | Darrell Waltrip | Bobby Allison   | Harry Gant      |
| 7  | 24-apr | Virginia National Bank 500 | Martinsville Speedway           | Darrell Waltrip | Harry Gant      | Bobby Allison   |
| 8  | 1-mei  | Winston 500                | Talladega Superspeedway         | Richard Petty   | Benny Parsons   | Lake Speed      |
| 9  | 7-mei  | Marty Robbins 420          | Music City Motorplex            | Darrell Waltrip | Bobby Allison   | Harry Gant      |
| 10 | 15-mei | Mason-Dixon 500            | Dover International Speedway    | Bobby Allison   | Darrell Waltrip | Joe Ruttman     |
| 11 | 21-mei | Valleydale 500             | Bristol Motor Speedway          | Darrell Waltrip | Bobby Allison   | Morgan Shepherd |
| 12 | 29-mei | World 600                  | Charlotte Motor Speedway        | Neil Bonnett    | Richard Petty   | Bobby Allison   |
| 13 | 5-jun  | Budweiser 400              | Riverside International Raceway | Ricky Rudd      | Bill Elliott    | Harry Gant      |
| 14 | 12-jun | Van Scoy Diamond Mines 500 | Pocono Raceway                  | Bobby Allison   | Darrell Waltrip | Richard Petty   |
| 15 | 19-jun | Gabriel 400                | Michigan International Speedway | Cale Yarborough | Bobby Allison   | Tim Richmond    |
| 16 | 4-jul  | Firecracker 400            | Daytona International Speedway  | Buddy Baker     | Morgan Shepherd | David Pearson   |
| 17 | 16-jul | Busch Nashville 420        | Music City Motorplex            | Dale Earnhardt  | Darrell Waltrip | Tim Richmond    |
| 18 | 24-jul | Like Cola 500              | Pocono Raceway                  | Tim Richmond    | Darrell Waltrip | Bobby Allison   |
| 19 | 31-jul | Talladega 500              | Talladega Superspeedway         | Dale Earnhardt  | Darrell Waltrip | Tim Richmond    |
| 20 | 21-aug | Champion Spark Plug 400    | Michigan International Speedway | Cale Yarborough | Darrell Waltrip | Bill Elliott    |
| 21 | 27-aug | Busch 500                  | Bristol Motor Speedway          | Darrell Waltrip | Dale Earnhardt  | Bobby Allison   |
| 22 | 5-sep  | Southern 500               | Darlington Raceway              | Bobby Allison   | Bill Elliott    | Darrell Waltrip |
| 23 | 11-sep | Wrangler Sanfor-Set 400    | Richmond International Raceway  | Bobby Allison   | Ricky Rudd      | Darrell Waltrip |
| 24 | 18-sep | Budweiser 500              | Dover International Speedway    | Bobby Allison   | Geoff Bodine    | Tim Richmond    |
| 25 | 25-sep | Goody's 500                | Martinsville Speedway           | Ricky Rudd      | Bobby Allison   | Darrell Waltrip |
| 26 | 2-okt  | Holly Farms 400            | North Wilkesboro Speedway       | Darrell Waltrip | Dale Earnhardt  | Bobby Allison   |
| 27 | 9-okt  | Miller High Life 500       | Charlotte Motor Speedway        | Richard Petty   | Darrell Waltrip | Benny Parsons   |
| 28 | 30-okt | American 500               | North Carolina Speedway         | Terry Labonte   | Tim Richmond    | Ricky Rudd      |
| 29 | 6-nov  | Atlanta Journal 500        | Atlanta Motor Speedway          | Neil Bonnett    | Buddy Baker     | Bobby Allison   |
| 30 | 20-nov | Winston Western 500        | Riverside International Raceway | Bill Elliott    | Benny Parsons   | Neil Bonnett    |

## Classificação final - Top 10
| 1  | Bobby Allison   | 4667 |
| 2  | Darrell Waltrip | 4620 |
| 3  | Bill Elliott    | 4279 |
| 4  | Richard Petty   | 4042 |
| 5  | Terry Labonte   | 4009 |
| 6  | Neil Bonnett    | 3837 |
| 7  | Harry Gant      | 3790 |
| 8  | Dale Earnhardt  | 3732 |
| 9  | Ricky Rudd      | 3693 |
| 10 | Tim Richmond    | 3592 |